# Selección de fútbol de República Srpska
La Selección de fútbol de la República Srpska (En bosnio, croata y serbio: Reprezentacija Republike Srpske / Репрезентација Републике Српске) es el equipo representativo de la República Srpska, una entidad dentro de Bosnia y Herzegovina. No está afiliado a FIFA ni a la UEFA, por lo tanto no puede participar de la Copa Mundial de Fútbol o Eurocopa.
El seleccionado se formó en 1992, después de la creación de República Srpska como entidad política. La Asociación de Fútbol de la República Srpska (FSRS) se estableció el 5 de septiembre de 1992 a pesar de la guerra en Bosnia y Herzegovina que se había intensificado a principios de ese año. La principal tarea de la FSRS en ese período fue organizar y administrar competiciones en el territorio de la República Srpska. Las competiciones se jugaron en diferentes formatos de liga en tiempos de guerra.

## Entrenadores
- Miloš Đurković (1992)
- Velimir Sombolac (1998–2001)
- Borče Sredojević (2008)[2]
- Željko Buvač (2013–)

## Partidos
| Fecha | Competición | Sede              | Local               | Resultado | Visita                      |
| ----- | ----------- | ----------------- | ------------------- | --------- | --------------------------- |
| 1992  | Amistoso    | Bania Luka        | Republika Srpska    | 1 – 1     | República Serbia de Krajina |
| 1998  | Amistoso    | Sarajevo Oriental | Slavija Sarajevo    | 2 – 2     | Republika Srpska            |
| 1999  | Amistoso    | Bania Luka        | Republika Srpska    | 2 – 2     | Kozara Gradiška             |
| 1999  | Amistoso    | Bania Luka        | Republika Srpska    | 2 – 1     | Rudar Ugljevik              |
| 1999  | Amistoso    | Bania Luka        | Republika Srpska    | 4 – 0     | Republika Srpska Sub-21     |
| 1999  | Amistoso    | Dvorovi           | Proleter Dvorovi    | 0 – 4     | Republika Srpska            |
| 2000  | Amistoso    | Bania Luka        | Republika Srpska    | 1 – 2     | Republika Srpska Sub-21     |
| 2000  | Amistoso    | Bania Luka        | Republika Srpska    | 4 – 0     | Kavala FC                   |
| 2000  | Amistoso    | Bania Luka        | Republika Srpska    | 2 – 0     | Boksit Milići               |
| 2000  | Amistoso    | Ugljevik          | Rudar Ugljevik      | 1 – 2     | Republika Srpska            |
| 2000  | Amistoso    | Bania Luka        | Republika Srpska    | 4 – 1     | Republika Srpska Sub-21     |
| 2001  | Amistoso    | Bania Luka        | Republika Srpska    | 4 – 1     | Republika Srpska Sub-21     |
| 2001  | Amistoso    | Múnich, Alemania  | Bayern de Múnich II | 1 – 0     | Republika Srpska            |
| 2001  | Amistoso    | Múnich, Alemania  | Schweinfurt 05      | 2 – 4     | Republika Srpska            |
| 2001  | Amistoso    | Bijeljina         | Radnik Bijeljina    | 1 – 1     | Republika Srpska            |

### Récord
| PJ | PG | PE | PP | GF | GC |
| -- | -- | -- | -- | -- | -- |
| 15 | 9  | 4  | 2  | 39 | 17 |

## Estado actual
A raíz de la concesión de oportunidades para partidos internacionales a regiones similares en disputa, la FSRS comenzó a recibir presiones de los ciudadanos de la República Srpska para que exigiera más partidos para su selección nacional.
Tras la decisión de la FIFA del 22 de mayo de 2012 de aprobar que la Federación de Fútbol de Kosovo disputara partidos amistosos, el presidente de la FSRS, Mile Kovačević, anunció al día siguiente que la Asociación solicitaría a la FIFA lo mismo.